# Sideritis akmanii
Sideritis akmanii là một loài thực vật có hoa trong họ Hoa môi. Loài này được Aytac, Ekici & Donmez miêu tả khoa học đầu tiên năm 1995 publ. 1996.